# Босутув
Босу́тув (пол. Bosutów) — село в Польше в сельской гмине Зелёнки Краковского повета Малопольского воеводства.

## География
Село располагается в 9 км от административного центра воеводства города Краков. Через село проходит Малопольский путь Святого Иакова.
В 1975—1998 годах село входило в состав Краковского воеводства.

## Население
По состоянию на 2013 год в селе проживало 804 человек.
| 2010 | 2013 |
| ---- | ---- |
| 700  | 804  |

Данные переписи 2013 года:
| Перепись  | Всего   | Всего | Женщины | Женщины | Мужчины | Мужчины |
| --------- | ------- | ----- | ------- | ------- | ------- | ------- |
| Единицы   | человек | %     | человек | %       | человек | %       |
| Население | 804     | 100   | 410     |         | 394     |         |